# Eunmilhage widaehage
Eunmilhage widaehage (은밀하게 위대하게?, 隱密하게 偉大하게?), conosciuto anche con il titolo internazionale in inglese Secretly, Greatly, è un film del 2013 diretto da Jang Cheol-soo.

## Trama
Un gruppo di spie nordcoreane si è infiltrato in Corea del Sud: come copertura, il tenente Won Ryu-wan finge di essere lo "scemo del villaggio"; Rhee Hae-wong, con il nome di Kim Min-su, assume l'identità di un aspirante cantante, mentre Rhee Hae-jin quella di uno studente delle superiori. A causa di manovre politiche, il destino dei tre sarà tuttavia drammatico e si concluderà con la loro morte.

## Distribuzione
In Corea del Sud, la pellicola è stata distribuita a partire dal 5 giugno 2013 dalla Showbox.